# 毛恺 (将领)
毛恺（1911年8月7日—1981年7月27日），湖北钟祥人。 中国共产党军事将领，中华人民共和国民用航空事业奠基人之一。

## 生平
毛恺出生于一个穷苦的佃农家庭。早年曾被当地军阀抓去当壮丁。可是刚被训练完，那个军阀就被其他军阀消灭，于是回家继续种田。随后在兰台中学当体育老师。之后在共产党的领导下，组织游击队，参加游击战争。1937年正式加入共产党。抗战期间，任新四军5师李先念部独立团团长。國共內戰期间，先后任13军39师师参谋长，13军后勤部部长，随二野刘邓大军进军大西南，后负责接管两航起义人员。中華人民共和國成立後获得二级独立自由勋章，二级解放勋章。
1951年被任命为中央军委昆明航空处处长，军代表。1959年1月31日，空军正式任命其为中央军委西南空军指挥部领导成员，民航成都管理局局长。当时在民航总局以下分为五个地方民航管理局。分别是北京、上海、广州、成都、乌鲁木齐管理局。期间，负责组建拉萨航空站以及开辟成都至拉萨航线，为这条世界上海拔最高的民航航线的开辟做出了巨大的贡献。成功开辟航线以后，得到了周恩来和朱德的接见和嘉奖。文革中受到迫害。文革后，由于健康原因，离开领导岗位，到杭州民航疗养院接受治疗，直至1981年在杭州逝世。